# Hadar (Etiòpia)
Hadar és el nom d'un poble i d'un jaciment arqueològic d'Etiòpia, on s'hi han trobat algunes de les restes d'humans més antigues del món.

## Situació geogràfica
Hadar es troba a la vall del riu Awash, a la regió dels àfars, a la part més septentrional de la vall del Rift, uns 300 km al nord-est de la capital d'Etiòpia, Addis Abeba.
La zona de la baixa vall del riu Awash, que inclou Hadar, ha estat designada com a Patrimoni de la Humanitat per la UNESCO l'any 1980.

## Descobertes arqueològiques
L'any 1974 un equip coordinat pel paleoantropòleg nord-americà Donald Johanson hi va descobrir les restes de Lucy, un exemplar d’Australopithecus afarensis amb una antiguitat de 3 a 3,4 milions d'anys. Lucy és un dels fòssils d'hominids més antics mai trobats.
A Hadar, l’any 1975 es va trobar l'anomenada Primera família. Aquesta estava composta per 9 adults i 4 infants. Les restes d’aquestes 13 persones estaven enterrades juntes, per alguna causa natural. D’aquest enterrament fa uns 3,2 milions d’anys.
El 2000 van aparèixer les restes d'un nou esquelet d′Australopithecus afarensis en un altre aflorament de la Formació Hadar, a l'anomenat jaciment de Dikika. L'esquelet corresponia a un individu femella de tres anys que va viure fa aproximadament 3.3 milions d'anys. Aquestes restes va rebre el nom de Selam, que significa ‘pau’ en diversos idiomes etíops.